# 克里措
克里措（德語：Kritzow，發音：[ˈkʁɪtsoː]）是德国梅克伦堡-前波美拉尼亚州路德维希斯卢斯特-帕尔希姆县的市镇，面积25.13平方千米，2023年12月31日人口为458人。